# Харшова
Харшова (рум. Hârșova, буг. Хърсово) град је у у југоисточном делу Румуније, у историјској покрајини Добруџа. Харшова је град у округу Констанца.
Харшова је према последњем попису из 2002. године имала 10.097 становника.

## Географија
Град Харшова је смештен у западном делу Добруџе, на Дунаву. Од главног града државе, Букурешта, град је удаљен 185 километара источно. Седиште округа и Добруџе, град Констанца, налази се 85 километара југоисточно.
Град се развио у западном делу румунске Добруџе, на обали Дунава, који у овом делу тока прави неколико великих ада. Надморска висина града је око 20 метара.

## Становништво
У односу на попис из 2002., број становника на попису из 2011. се смањио.
| 1966. | 1977. | 1992.  | 2002.  | 2011. |
| ----- | ----- | ------ | ------ | ----- |
| 7.519 | 8.239 | 10.394 | 11.198 | 9.642 |

Харшова се налази у национално мешовитој Добруџи. Мада Румуни чине претежно становништво, у малом уделу су присутни и Турци, Татари и Роми.